# Fuga geogràfica
La Fugida geogràfica o Fuge aus der Geographie és la peça més coneguda per a Cant coral escrita per Ernst Toch.
Toch va ser un destacat compositor de la dècada de 1920 a Berlín, i va implementar el Spoken Chorus.
La composició va tenir un èxit immediat des que va ser interpretada per primera vegada al juny de 1930 com el tercer moviment del seu suite Gesprochene Musik (música parlada). És la peça més interpretada de Toch, encara que el mateix autor la va qualificar com un divertiment sense importància.

## Composició
Va ser escrita en forma de fuga, i consisteix en quatre veus que enuncien diferents ciutats, països i altres entitats geogràfiques. Compta amb sis pàgines i 12 cares. La fuga acaba amb un so vibrant alveolar coincidint amb la "R" de la paraula "Ratibor!" ("Trinitat" en la versió anglesa).
Les veus se succeeixen de la forma tenor, alt, soprano, i finalment, baix.

## Text

### Traducció
L'obra va ser originalment escrita en alemany i traduïda posteriorment a l'anglès a mans de John Cage i Henry Cowell. No existeix una traducció al català; és comú interpretar-la amb els versos anglesos.
| Text original en llengua alemanya Ratibor! Und der Fluss Mississipi und die Stadt Honolulu und der See Titicaca; Der Popocatepetl liegt nicht in Kanada, sondern in Mexiko, Mexiko, Mexiko. Kanada, Malaga, Rímini, Bríndisi, Kanada, Malaga, Rimini, Brindisi. Ja! Athen, Athen, Athen, Athen, Nagasaki, Yokohama, Nagasaki, Yokohama, | Text traduït a la llengua anglesa Trinidad! And the big Mississippi and the town Honolulu and the lake Titicaca, the Popocatepetl is not in Canada, rather in Mexico, Mexico, Mexico! Canada, Malaga, Rimini, Brindisi Yes, Tibet, Tibet, Tibet, Tibet, Nagasaki! Yokohama! |